# Вілфрід ван Мур
Вілфрід ван Мур (нід. Wilfried Van Moer; 1 березня 1945, Беверен — 24 серпня 2021) — бельгійський футболіст, що грав на позиції півзахисника. По завершенні ігрової кар'єри — тренер. Футболіст року в Бельгії (1966, 1969, 1970).
Виступав, зокрема, за клуби «Беверен» та «Стандард» (Льєж), а також національну збірну Бельгії.

## Клубна кар'єра
У дорослому футболі дебютував 1960 року виступами за нижчолігову команду «Беверен» з рідного міста, в якій провів п'ять сезонів, взявши участь у 121 матчі чемпіонату.  Більшість часу, проведеного у складі «Беверена», був основним гравцем команди і одним з головних бомбардирів команди, маючи середню результативність на рівні 0,46 голу за гру першості, чим допоміг команді за підсумками сезону 1962/63 вийти з четвертого дивізіону до третього.
Протягом 1965—1968 років захищав кольори «Антверпена», вигравши в 1966 році вперше титул футболіста року в Бельгії.
Після вильоту «Антверпена» ван Мур влітку 1968 року перейшов в «Стандард» (Льєж). Відіграв за команду з Льєжа наступні вісім сезонів своєї ігрової кар'єри. Граючи у складі «Стандарда» також здебільшого виходив на поле в основному складі команди. За цей час тричі виборював титул чемпіона Бельгії, а також ще двічі визнавався найкращим футболістом Бельгії.
Згодом з 1976 року Вілфрід чотири сезони провів за «Берінген», після чого повернувся в рідний «Беверен», який за час відсутності ван Мур зміг вийти до вищого дивізіону і виграти чемпіонат у 1979 році.
Завершив професійну ігрову кар'єру у клубі «Сент-Трюйден», за який виступав протягом 1982—1984 років, а в другому з сезонів був граючим тренером команди.

## Виступи за збірну
22 жовтня 1966 року дебютував в офіційних іграх у складі національної збірної Бельгії в товариському матчі проти Швейцарії (1:0).
У складі збірної був учасником чемпіонату світу 1970 року у Мексиці, чемпіонату Європи 1980 року в Італії, де разом з командою здобув «срібло», та чемпіонату світу 1982 року в Іспанії.
Протягом кар'єри у національній команді, яка тривала 17 років, провів у формі головної команди країни 57 матчів, забивши 9 голів.

## Кар'єра тренера
Після нетривалої роботи граючим тренером в «Сент-Трюйдені», ван Мур без особливого успіху працював тренером в кількох нижчолігових командах.
У 1995 році він став помічником тодішнього тренера бельгійської збірної Поля ван Гімста. Після його відставки в квітні 1996 року через невдалу кваліфікацію на Євро-1996, Вілфрід взяв на себе посаду тренера збірної. Він звів перші дві зустрічі внічию — з Росією (0:0) і Італією (2:2), а потім виграв в двох іграх відбору до чемпіонату світу 1998 року (2:1 з Туреччиною і 3:0 з Сан-Марино). Тим не менше, в третьому матчі його підопічні програли 0:3 Нідерландам і ван Мур через місяць після цієї поразки 21 січня 1997 року пішов у відставку.

## Статистика виступів

### Статистика клубних виступів
| Сезон                    | Команда                  | Чемпіонат                | Чемпіонат | Чемпіонат | Усього | Усього |
| Сезон                    | Команда                  | Campionato               | Ігор      | Голів     | Ігор   | Голів  |
| ------------------------ | ------------------------ | ------------------------ | --------- | --------- | ------ | ------ |
| 1960–61                  | «Беверен»                | 4Л                       | 4         | 2         | 4      | 2      |
| 1961–62                  | «Беверен»                | 4Л                       | 28        | 12        | 28     | 12     |
| 1962–63                  | «Беверен»                | 4Л                       | 30        | 23        | 30     | 23     |
| 1963–64                  | «Беверен»                | Д3                       | 30        | 9         | 30     | 9      |
| 1964–65                  | «Беверен»                | Д3                       | 29        | 9         | 29     | 9      |
| Усього за «Беверен»      | Усього за «Беверен»      | Усього за «Беверен»      | 121       | 56        | 121    | 56     |
| 1965–66                  | «Антверпен»              | Д1                       | 26        | 8         | 26     | 8      |
| 1966–67                  | «Антверпен»              | Д1                       | 26        | 3         | 26     | 3      |
| 1967–68                  | «Антверпен»              | Д1                       | 25        | 2         | 25     | 2      |
| Усього за «Антверпен»    | Усього за «Антверпен»    | Усього за «Антверпен»    | 77        | 14        | 77     | 14     |
| 1968–69                  | «Стандард» (Льєж)        | Д1                       | 25        | 1         | 25     | 1      |
| 1969–70                  | «Стандард» (Льєж)        | Д1                       | 26        | 6         | 26     | 6      |
| 1970–71                  | «Стандард» (Льєж)        | Д1                       | 28        | 6         | 28     | 6      |
| 1971–72                  | «Стандард» (Льєж)        | Д1                       | 21        | 1         | 21     | 1      |
| 1972–73                  | «Стандард» (Льєж)        | Д1                       | 18        | 2         | 18     | 2      |
| 1973–74                  | «Стандард» (Льєж)        | Д1                       | 13        | 2         | 13     | 2      |
| 1974–75                  | «Стандард» (Льєж)        | Д1                       | 20        | 4         | 20     | 4      |
| 1975–76                  | «Стандард» (Льєж)        | Д1                       | 19        | 3         | 19     | 3      |
| Усього Standard Liegi    | Усього Standard Liegi    | Усього Standard Liegi    | 170       | 24        | 170    | 24     |
| 1976–77                  | «Берінген»               | Д1                       | 30        | 5         | 30     | 5      |
| 1977–78                  | «Берінген»               | Д1                       | 28        | 5         | 28     | 5      |
| 1978–79                  | «Берінген»               | Д1                       | 23        | 5         | 23     | 5      |
| 1979–80                  | «Берінген»               | Д1                       | 29        | 2         | 29     | 2      |
| Усього Beringen          | Усього Beringen          | Усього Beringen          | 110       | 17        | 110    | 17     |
| 1980–81                  | «Беверен»                | Д1                       | 21        | 2         | 21     | 2      |
| 1981–82                  | «Беверен»                | Д1                       | 28        | 4         | 28     | 4      |
| Усього Beveren           | Усього Beveren           | Усього Beveren           | 49        | 6         | 49     | 6      |
| 1982–83                  | «Сент-Трюйден»           | Д2                       | 18        | 0         | 18     | 0      |
| 1983–84                  | «Сент-Трюйден»           | Д2                       | 8         | 0         | 8      | 0      |
| Усього за «Сент-Трюйден» | Усього за «Сент-Трюйден» | Усього за «Сент-Трюйден» | 26        | 0         | 26     | 0      |
| Усього за кар'єру        | Усього за кар'єру        | Усього за кар'єру        | 553       | 117       | 553    | 117    |

## Досягнення

### Командні
- Чемпіон Бельгії:

«Стандард» (Льєж):  1968-69, 1969-70, 1970-71
- Віце-чемпіон Європи: 1980

### Особисті
- Футболіст року в Бельгії: 1966, 1969, 1970